# Théâtre royal de Madrid
Résidence
Le Théâtre royal de Madrid (Teatro Real de Madrid)  est l'une des plus importantes salles d'opéra d'Espagne. Il est situé face au Palais royal de Madrid, ancienne résidence des rois d'Espagne.

## Histoire
La construction du théâtre fut ordonnée sous le règne de Ferdinand VII, d'où son qualificatif de « royal ». Le Théâtre royal est inauguré le 19 novembre 1850 avec la représentation de La Favorite de Donizetti.
Les années fastes de l'opéra (marquées notamment par la visite en 1863 de Verdi venu y présenter son dernier opéra La forza del destino), de son inauguration en 1850 jusqu'en 1925, prennent fin lorsque le théâtre doit fermer ses portes à cause de dégâts occasionnés au bâtiment par le percement du métro de Madrid.

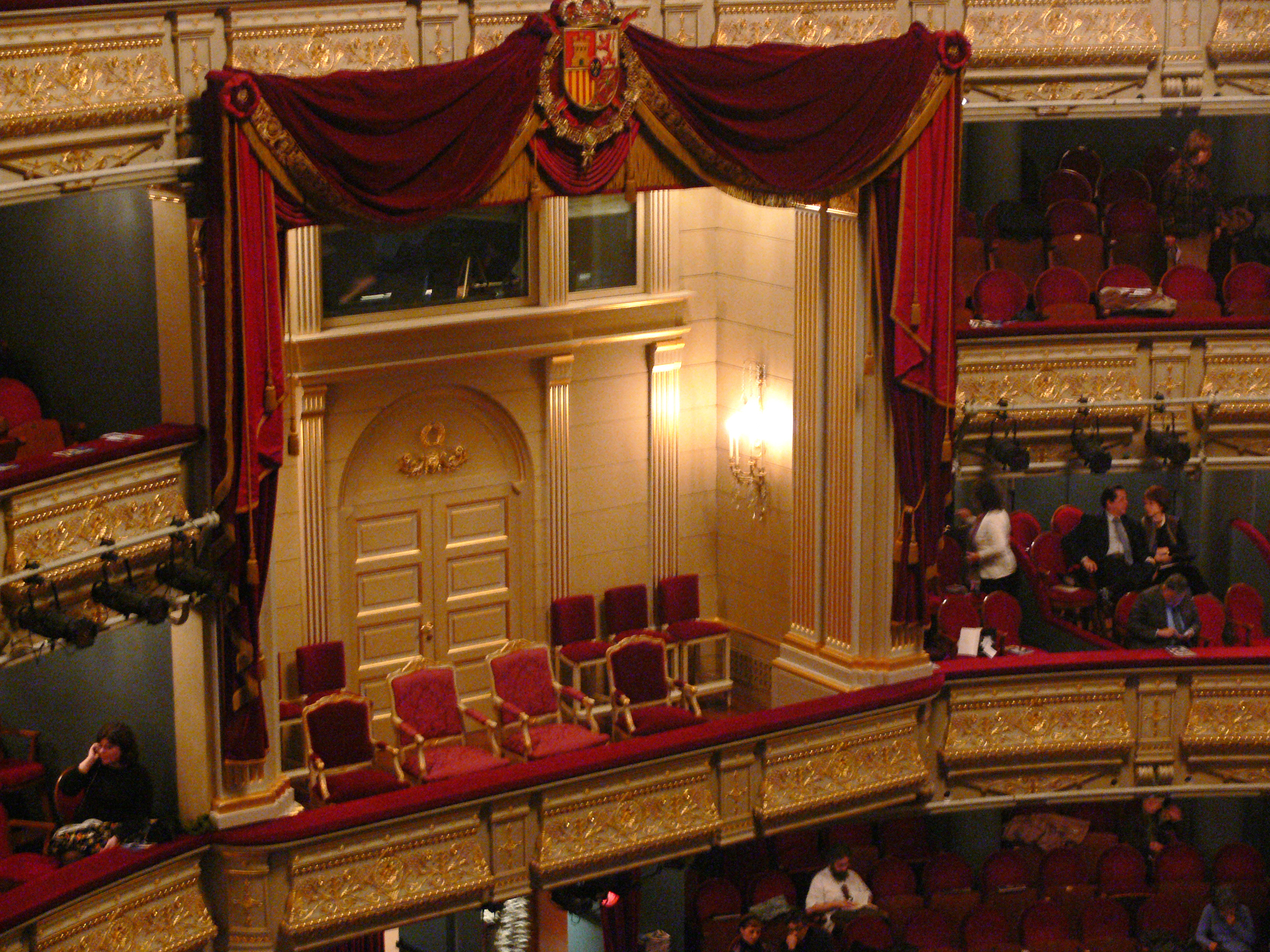
Le Théâtre royal, la loge royale

Rouvert en 1966 comme lieu de concert et d'événements musicaux, il accueille dans ses murs le Concours Eurovision de la chanson 1969. Des travaux de rénovation entrepris au milieu des années 1990 lui ont permis de renouer avec sa vocation de salle d'opéra. Depuis 1997, le Théâtre royal a retrouvé son lustre d'antan et la réputation d'excellence qui était la sienne au XIXe siècle. L'orchestre dans la fosse est l'Orchestre symphonique de Madrid.
Après une proposition faite en 2008, la direction artistique a été confiée à Gerard Mortier qui entre en fonction à partir de 2010 pour cinq saisons.
Le Théâtre royal peut être visité tous les jours. Il est desservi par la station Opera située sur les lignes 2 et 5 du métro de Madrid.

## Directeurs artistiques
- Stéphane Lissner (1995-1997)
- Luis Antonio García Navarro (1997-2001, directeur artistique et musical)
- Emilio Sagi (2001-2005)
- Antonio Moral (2005-2010)
- Gerard Mortier (2010-2014)
- Joan Matabosch (2014-)

## Directeurs musicaux
- Luis Antonio García Navarro (1997-2001, directeur artistique et musical)
- Jesús López Cobos (2003-2010)
- Ivor Bolton (2015[1]-2025[2])
- Gustavo Gimeno (à partir de 2025[2],[3])

## Distinctions
- International Opera Award dans la catégorie « compagnie d'opéra » (2020)[4].

## Numismatique
Le Théâtre royal est représenté sur la pièce de 100 pesetas de 1997.